# Bad Boys (film 1995)
Bad Boys è un film del 1995 diretto da Michael Bay.
Interpretato da Will Smith e Martin Lawrence nei panni di due detective della narcotici di Miami, ha avuto tre sequel: Bad Boys II (2003) Bad Boys for Life (2020) e Bad Boys: Ride or Die (2024). È il primo capitolo della serie Bad Boys. Il titolo è ripreso dall'omonima canzone degli Inner Circle.

## Trama
Marcus Burnett e Mike Lowrey sono due investigatori, nonché amici di lunga data, del dipartimento di polizia di Miami che stanno indagando sul furto di un carico 100 milioni di dollari in eroina della mafia, che è stato rubato da una cassaforte blindata. Gli affari interni sospettano che ci sia una talpa nel dipartimento e minacciano di chiudere l'intero reparto a meno che non recuperino il carico di droga entro cinque giorni.
Mike chiede a uno dei suoi informatori ed ex-fidanzata Maxine "Max" Logan di cercare persone che sono appena diventate ricche e quindi sospette. Max fa in modo che lei e la sua migliore amica Julie Mott vengano assunte come escort da Eddie Dominguez, un ex poliziotto corrotto recentemente arricchitosi. La festa di Dominguez viene tuttavia interrotta dal boss francese Fouchet, la mente dietro alla rapina, e dai suoi scagnozzi, Casper, Ferguson e Noah. Furioso con Dominguez per essersi appropriato durante il furto di un pacco di droga e poi averlo speso, per coprire le sue tracce a causa di questo errore, Fouchet fa uccidere l'ex poliziotto e Max dai suoi uomini, mentre Julie riesce a fuggire.
Alla stazione di polizia, Julie insiste a parlare solo con Mike, che in quel momento non è in centrale. Sapendo che lei non ha mai incontrato Mike, il capitano Conrad Howard costringe Marcus a impersonarlo per parlarle. Nell'appartamento di Julie, lei e Marcus vengono attaccati da uno degli scagnozzi di Fouchet, che viene ucciso dal poliziotto. Quando si incontrano con Mike, i due sono costretti ad imitarsi l'un l'altro e continuano a farlo alla presenza di Julie per averne la fiducia.
Quando mostrano a Julie delle foto segnaletiche, la donna identifica Noah come uno degli scagnozzi. Il duo va al Club Hell, uno dei luoghi frequentati da Noah, per interrogarlo ma Julie li segue per ucciderlo e vendicare Max. Dopo essere stato notato da Casper, Mike lo mette al tappeto durante un combattimento in bagno; Julie cerca di uccidere Fouchet, ma Marcus la ferma in quanto hanno bisogno di lei viva per identificare gli altri criminali. Nel successivo inseguimento in auto, Mike uccide Noah; i tre riescono a scappare, ma vengono ripresi dalla telecamera di un elicottero e successivamente visti al telegiornale dalla famiglia di Marcus, a cui questi aveva detto che era stato temporaneamente riassegnato a Cleveland.
Mike e Marcus in seguito incontrano il loro vecchio informatore Jojo e scoprono dove si trova il chimico che sta tagliando i farmaci rubati. Tornati nell'appartamento di Mike, vengono trovati dalla moglie di Marcus, Theresa, che affronta il marito per averle mentito e rivela casualmente a Julie che i due si sono impersonati a vicenda. Julie, scoperto l'inganno, abbandona il duo amareggiata, ma in quel momento la banda di Fouchet li rintraccia e la donna viene rapita.
Siccome Mike e Marcus non sono riusciti a recuperare la droga rubata, il dipartimento viene chiuso dagli affari interni. Nonostante sia stato riassegnato a un altro dipartimento, Howard ritarda l'ordine, dando a Mike e Marcus più tempo per risolvere il caso. I due poliziotti accedono quindi al profilo di Dominguez dal database della polizia e scoprono che la segretaria della stazione di polizia Francine è la sua ex fidanzata; la donna infatti era stata costretta ad aiutarlo dopo che questi e Fouchet l'avevano ricattata con delle foto di lei nuda, minacciando di pubblicarle nella scuola dei suoi figli.
Mike e Marcus dunque, affiancati dai detective Sanchez e Ruiz, si dirigono all'aeroporto Opa-locka e nella feroce sparatoria che segue, salvano Julie ed uccidono gli scagnozzi rimasti di Fouchet, inclusi Casper e Ferguson. I tre inseguono Fouchet mentre tenta la fuga e fanno schiantare la sua auto contro una barriera di cemento. Mentre Fouchet prova disperatamente a fuggire, Mike gli spara a una gamba e lo arresta sotto minaccia. Mentre Mike è distratto da una conversazione tesa con Marcus, Fouchet tira fuori di nascosto una pistola, ma viene ucciso dal detective prima che possa sparargli, vendicando così la morte di Max. 
Alla fine un esausto Marcus ammanetta Julie con Mike, lasciandoli lì e torna a casa, desideroso di ricongiungersi con la sua famiglia e giustificarsi con Theresa.

## Produzione
Le riprese sono iniziate il 27 giugno 1994, presso la compagnia Dade Tire vicino al centro di Miami, la città scelta per sostituire il locale originale di New York. Le riprese sono continuate in tutta l'area, tra cui il Tides Hotel di South Beach, il Mediterranean Biltmore Hotel, il tribunale della contea di Dade e una tenuta multimilionaria su un'isola privata. Il secondo piano dell'edificio Alfred DuPont del centro di Miami fu trasformato in una stazione di polizia, una nave da carico sul fiume di Miami in un laboratorio di droga. Le scene climatiche di Bad Boys sono state girate nell'aeroporto Opa-Locka. La produzione si è conclusa il 31 agosto. Nelle prime fasi di sviluppo del film, Simpson e Bruckheimer inizialmente hanno immaginato nei ruoli Dana Carvey e Jon Lovitz.  Quando il film è stato scritto per Carvey e Lovitz, il titolo originale per Bad Boys era Bulletproof Hearts. Arsenio Hall rifiutò il ruolo di Lowrey e cita questa scelta come l'errore peggiore che abbia mai fatto. Il ruolo alla fine è andato a Smith. Sia Lawrence che Smith hanno recitato nei loro programmi TV di successo, Martin e Willy, il principe di Bel-Air, durante le riprese di Bad Boys. Willy, il principe di Bel-Air fa addirittura riferimento al film nell'episodio Un cavallo di troppo: Nicholas "Nicky" Banks dice a Will che i suoi genitori non gli permetteranno di guardare Bad Boys, a cui Will risponde, "Bad Boys, eh? Cosa farai?".

## Colonna sonora
1. Shy Guy - Diana King
2. So Many Ways (Bad Boys Version) - Warren G
3. Five O, Five O (Here They Come) - 69 Boyz
4. Boom Boom Boom - Juster
5. Me Against the World - Tupac Shakur
6. Someone to Love - Jon B. featuring Babyface
7. I've Got a Little Something for You - MN8
8. Never Find Someone Like You - Keith Martin
9. Call the Police - Ini Kamoze
10. B Side - Da Brat featuring The Notorious B.I.G.
11. Work Me Slow - Xscape
12. Clouds of Smoke - Call O' Da Wild
13. Juke-Joint Jezebel - KMFDM
14. Bad Boys' Reply - Inner Circle featuring TEK
15. Theme from Bad Boys - Mark Mancina

## Distribuzione
La pellicola è stata distribuita il 7 aprile 1995 negli Stati Uniti; in Italia è arrivata il 1º settembre dello stesso anno.

### Edizione home video
Bad Boys è uscito in DVD il 27 giugno 2000. Una versione Blu-ray è stata distribuita il 1 ° giugno 2010. Il 4 settembre 2018 esce in cofanetto insieme a Bad Boys II su Ultra HD Blu-ray.

## Accoglienza

### Incassi
Il film ha avuto un ottimo successo commerciale, incassando $ 141,407,024 in tutto il mondo - $ 65,807,024 in Nord America e $ 75,600,000 oltreoceano.

### Critica
Il film è stato accolto in maniera generalmente mista. Su Rotten Tomatoes il 43% di 69 critici campionati ha dato al film recensioni positive, con una valutazione media di 5,3 su 10; il consenso del sito recita: "Le star di Bad Boys Will Smith e Martin Lawrence hanno una piacevole chimica, sfortunatamente il regista Michael Bay troppo spesso l'annega con calci piazzati ed esplosioni al posto di una storia vera". Su Metacritic il film ha una valutazione di 41 su 100 basata su 24 recensioni. La maggior parte delle critiche si sono concentrate sul fatto che, nonostante la produzione del film e l'abilità del cast, la sceneggiatura non si discostasse dalla trama generica di film di genere buddy-cop, optando invece per l'uso ripetuto di scene formulaiche.
Roger Ebert nella sua recensione video del film su At the Movies ha osservato che, nonostante l'approccio altamente energico dei due protagonisti e lo stile visivo del film, i loro talenti recitativi erano per lo più "vino nuovo in vecchie bottiglie". Ha illustrato che molti degli elementi presenti nel film, inclusi sia la trama che i personaggi, sono stati riciclati da altri film, in particolare quelli delle serie Arma letale e Beverly Hills Cop -personaggi ricorrenti, cliché polizieschi e scene d'azione troppo lunghe. Nel descrivere l'archetipica scena d'azione del genere del cop-buddy ad essa aderito dal film, Ebert ha osservato "Ogni volta che in un film come questo il ritmo inizia a trascinarsi, c'è sempre una soluzione infallibile, avere un inseguimento in auto e poi far saltare in aria qualcosa".
Gene Siskel nella sua valutazione del film ha detto di aver perso interesse per il film dopo l'introduzione a causa dell'approccio molto formulaico e ha ripetuto la critica di Roger Ebert secondo cui i talenti degli attori principali sono stati sprecati, suggerendo che la produzione non ha dedicato molto tempo a produrre una sceneggiatura adatta ai talenti del cast.

## Riconoscimenti
- BMI Film & TV Awards: Un BMI Film Music Award assegnato a Mark Mancina

## Curiosità
- Inizialmente per il ruolo dei due protagonisti Don Simpson e Jerry Bruckheimer avevano vagliato l'idea di affidarli a Dana Carvey e Jon Lovitz.
- In questo film Sandro Acerbo, doppiatore noto per essere la voce di Will Smith, non doppia quest'ultimo bensì dà la voce al capitano Howard.